# Grigorij Tarasiewicz
Grigorij Arkadjewicz Tarasiewicz (ros. Григорий Аркадьевич Тарасевич; ur. 1 sierpnia 1995 w Omsku) – rosyjski pływak specjalizujący się w stylu grzbietowym, medalista mistrzostw świata i Europy.

## Kariera pływacka

### 2015
Na mistrzostwach świata w Kazaniu w konkurencji 100 m stylem grzbietowym zajął 11. miejsce z czasem 53,64 s. Na dystansie dwukrotnie dłuższym był piętnasty (1:58,30 min). W półfinale 50 m stylem grzbietowym został sklasyfikowany na 16. pozycji (25,42 s).

### 2016
W maju podczas mistrzostw Europy w Londynie zdobył srebrny medal na 100 m stylem grzbietowym, uzyskawszy czas 53,89 s. W konkurencji 50 m stylem grzbietowym wywalczył brąz (24,86 s).
Trzy miesiące później, na igrzyskach olimpijskich w Rio de Janeiro był dziewiąty na dystansie 100 m stylem grzbietowym, uzyskawszy w półfinale czas 53,46 s. Płynął także w eliminacjach sztafet zmiennych 4 × 100 m.
W grudniu podczas mistrzostw świata na krótkim basenie w Windsorze Tarasiewicz brał udział w wyścigach eliminacyjnych sztafet 4 × 50 i 4 × 100 m stylem zmiennym i otrzymał złote medale, kiedy Rosjanie w obu finałach zajęli pierwsze miejsce.

### 2017
Na mistrzostwach świata w Budapeszcie płynął w eliminacjach męskich sztafet 4 × 100 m stylem zmiennym i zdobył brązowy medal, gdy rosyjska sztafeta uplasowała się w finale na trzecim miejscu. W konkurencji 100 m stylem grzbietowym był piąty, uzyskawszy czas 53,12 s. W półfinale 50 m stylem grzbietowym zajął dziewiątą pozycję (24,86 s) i nie zakwalifikował się do finału.